# 盛德昭
盛德昭，明朝政治人物。
洪武三年三月，擔任應天府知府。